# Caenotoides idahoensis
Caenotoides idahoensis är en tvåvingeart som beskrevs av Hall 1972. Caenotoides idahoensis ingår i släktet Caenotoides och familjen fönsterflugor.
Artens utbredningsområde är Idaho. Inga underarter finns listade i Catalogue of Life.